# Dominik Mosler
Dominik Mosler, auch Domenicus Mosler oder Dominikus Mosler (* 19. November 1822 in Düsseldorf; † 13. November 1880 in Münster, Provinz Westfalen), war ein deutscher Historien- und Porträtmaler der Düsseldorfer Schule.

## Leben

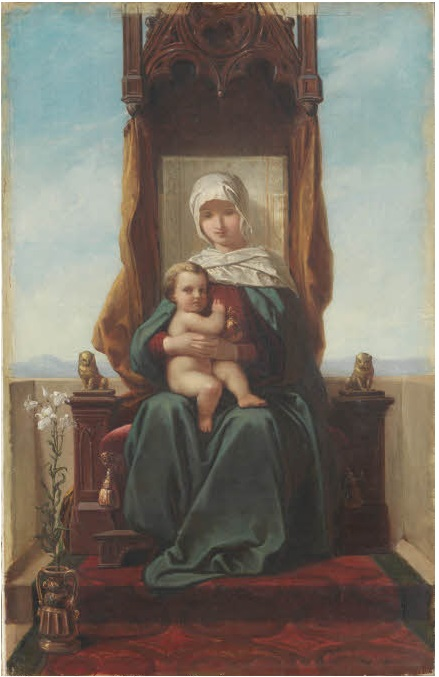
Die junge Muttergottes auf dem Baldachinthron

Mosler, ältester Sohn des Malers und Kunsthistorikers Karl Josef Ignatz Mosler und älterer Bruder des Historienmalers Heinrich Mosler, wuchs in Düsseldorf auf und studierte in den Jahren 1838 bis 1843 Malerei an der Kunstakademie Düsseldorf, wo sein Vater Kunstgeschichte unterrichtete. Dort waren Rudolf Wiegmann, Karl Ferdinand Sohn und Wilhelm Schadow seine Lehrer. 1844 wurde er Schüler von Jakob Becker und später von Edward von Steinle am Städelschen Kunstinstitut in Frankfurt am Main. Studienreisen führten ihn nach München und Paris. Anschließend zog er zunächst wieder nach Düsseldorf, ließ sich dann aber in Münster nieder. Mosler spezialisierte sich auf das Gebiet der religiösen Historienmalerei. In den Jahren 1858 bis 1860 war er Mitarbeiter Steinles bei dessen Ausmalung der Münsteraner Ägidiikirche.